# Sloane Stephens
Sloane Stephens (Plantation, Florida, Estats Units, 20 de març de 1993) és una tennista professional estatunidenca. Ha guanyat sis títols de individuals en el circuit professional WTA, incloent el seu primer Grand Slam al US Open 2017. Amb la victòria, es va convertir en la jugadora amb una classificació més baixa (83a) en guanyar el títol individual i en la primera dona estatunidenca fora de les germanes Williams en guanyar un Grand Slam des de Jennifer Capriati el 2002. El seu millor resultat en el rànquing individual fou el tercer lloc a l'estiu de 2018.
També ha aconseguit arribar a les semifinals de l'Open d'Austràlia 2013, derrotant a Serena Williams als quarts de final i guanyant el seu primer títol a Washington DC el 2015.

## Biografia
Stephens va néixer a Plantation, Florida, filla de Sybil Smith i John Stephens, ambdós esportistes destacats. El seu pare fou jugador professional dels New England Patriots de futbol americà i la seva mare fou la primera nadadora afroamericana en formar part del primer equip universitari dels Estats Units. El matrimoni es va separar el 1994, quan Sloane era petita, degut als múltiples arrests que tenia el seu pare, de manera que es va criar amb la seva mare i el seu padrastre Sheldon Farrell. Stephens no va parlar amb el seu pare biològic des que tenia 13 anys, quan se li va diagnosticar una malaltia degenerativa. El seu pare adoptiu va morir de càncer el 2007 mentre que el seu pare biològic va morir en un accident de cotxe l'1 de setembre de 2009, just abans de l'inici del US Open. Sloane Stephens va anar al funeral del seu pare a Louisiana, però va mantenir la seva inscripció al torneig. El seu germanastre petit, Shawn Farrell, juga a beisbol i futbol a la Notre Dame High School a Los Angeles.
Treballa amb l'ONG Soles4Souls, que recapta bambes noves o usades per donar a mainada en risc de pobresa. També va iniciar la Sloane Stephens Foundation Arxivat 2019-02-20 a Wayback Machine. per construir pistes i crear programes d'aprenentatge de tennis per estudiants. Ha mencionat a Kim Clijsters, Venus Williams i Serena Williams com a principals inspiracions del tennis. També va citar el seu avi quan la seva major influència.
Stephens manté una relació sentimental amb el futbolista estatunidenc Jozy Altidore, que van ser amics de la infància quan vivien a Florida. Anteriorment havia sortit amb el també tennista Jack Sock.
Va començar a jugar al tennis a l'edat de nou anys, al Sierra Sport and Racquet Club, a Fresno, Califòrnia, on els seus pares la van introduir en l'esport. Dos anys després es va traslladar a Boca Raton, Florida, on va començar a formar-se a la prestigiosa Evert Tennis Academy. Un any més tard, amb 12 anys, Stephens va intensificar el seu entrenament unint-se a la Nick Saviano High Performance Tennis Academy. Es va graduar a l'institut el 2011. Actualment, reparteix el temps entre la seva llar a Florida i Los Angeles, on entrena al centre d'entrenament de l'USTA al StubHub Center de Carson, Califòrnia. Va declarar que la seva superfície preferida és la terra batuda quan va entrar al Wimbledon 2012.

## Torneigs de Grand Slam

### Individual: 2 (1−1)
| Resultat   | Núm. | Any  | Torneig       | Oponent      | Marcador      |
| ---------- | ---- | ---- | ------------- | ------------ | ------------- |
| Guanyadora | 1.   | 2017 | US Open       | Madison Keys | 6−3, 6−0      |
| Finalista  | 1.   | 2018 | Roland Garros | Simona Halep | 6−3, 4−6, 1−6 |

## Categories júnior
Stephens va progressar molt durant el 2008, quan va acabar subcampiona el US Open en la categoria de dobles femenins junior fent parella amb Mallory Burdette. Més endavant al Grade A Orange Bowl, va aconseguir ser semifinalista amb una wildcard, va ser derrotada per la seva compatriota Christina McHale.
Va continuar la seva formació el 2009, aconseguint els títols d'individuals i dobles al Grade 1 USTA International Spring Championships (fent parella també amb Mallory Burdette). Aleshores va viatjar a Itàlia, on va aconseguir el títol individual al Grade A Italian Open. La setmana següent va participar en el seu primer torneig de Grand Slam fora dels Estats Units, el Torneig de Roland Garros on, partint de la fase classificatòria, va arribar a les semifinals on va caure derrotada per la que seria la campiona Kristina Mladenovic.
Al mes següent va arribar als quarts de final del Torneig de Wimbledon en categoria junior, on va tornar a perdre contra Mladenovic. El seu rànquing va arribar a ser el número 5 en categoria júnior. Al US Open d'aquell any en categoria junior també va caure eliminada però en aquest cas va ser a la tercera ronda contra Jana Čepelová.
Al 2010 va guanyar el torneig de Wimbledon en categoria junior en doble fent parella amb Timea Babos, en individuals va repetir la seva classificació de quarts de final de l'any anterior.

## Carrera professional

### 2007–2011: Debut professional i entrad al Top100
A la fi de l'any 2007 va debutar com a professional al circuit ITF i l'any següent va rebre diverses invitacions, les més destacades per a jugar l'open de Miami i el US Open. El 2009 va poder disputar tres importants torneigs del circuit, tots ells amb invitació: Miami, Los Angeles i el US Open, a part de seguir creixent en el circuit ITF.
El 2010, Stephens es va classificar per a jugar a Indian Wells, caient en segona ronda, i el 2011 va repetir el mateix resultat. També va rebre una invitació per a jugar a Miami. Al maig de 2011, Stephens va guanyar la Camparini Gioielli Cup valorat en 50.000 dòlars, la seva primera victòria al circuit ITF. Aquell any va entrar al sorteig classificatori de Roland Garros com a 21a cap de sèrie. Va passar aquesta fase de classificació però va perdre en primera ronda. A Wimbledon, va entrar a la classificatòria però no va poder entrar al quadre final. Després dels torneigs europeus va tornar a rebre una invitació per a San Diego arribant als quarts de final. Al US Open hi va entrar amb una invitació i va aconseguir arribar a la tercera ronda derrotant a Shahar Pe'er que era la 23a cap de sèrie. Va acabar el 2011 com la jugadora més jove dins del Top100, en el número 97.

### 2012-2013: Evolució i el millor ranking
El 2012 va començar competint al Open d'Austràlia on va perdre en segona ronda. Amb invitació va poder disputar el torneig d'Indian Wells i després es va classificar per jugar a Miami i també a Roma. Al maig va participar en el torneig Internacional d'Strasbourg on va aconseguir arribar a les seves primeres semifinals en el circuit professional WTA. Aquell estiu va arribar a la quarta ronda de Roland Garros, a la tercera de Wimbledon i US Open. Finalment el 2012 acabava sent la jugadora més jove de l'any dins del Top50.
Iniciava el 2013 amb bons resultats en els torneig de Brisbane i Hobart. Això la va portar a ser la 29a cap de sèrie a l'Open d'Austràlia on va poder assolir les semifinals. Aquests seguit de resultats positius la van portar al lloc 17 del ranking convertint-se en la jugadora més jove en assolir el Top20. Després va recollir mal resultats en diferents torneigs inclòs Indian Wells. Fins al torneig de Brussel·les no va poder arribar als quarts de final d'un torneig. A Roland Garros només va poder jugar la quarta ronda per segon any consecutiu. A Wimbledon va ser la 17a cap de sèrie assolint els quarts de final per primera vegada en aquest torneig. Al US Open només va arribar a la quarta ronda. Va acabar l'any en el número 11 del ranking.

### 2014-2015: Mal joc i primer títol
Durant l'any va competir en un bon nombre de toreig sense aconseguir cap títol. En el sorteig de l'Open d'Austràlia 2014 va entrar com a 13a cap de sèrie, allí va arribar a la quarta ronda. A Roland Garros va repetir el resultat d'Austràlia. Setmanes més tard, a Wimbledon, partia com a 18a cap de sèrie però va perdre el primer partit. Fins aquell moment portava una ratxa de set Grand Slam jugant fins a la segona setmana. Al US Open era la 21a cap de sèrie però va caure en segona ronda demostrant un joc molt pobre.
A l'inici del 2015 tenia molt clar que havia de millorar el seu joc, sobretot respecte el final de temporada anterior. Però aquesta millora no es veia per enlloc no passant de segona ronda en cap torneig i perdent en el primer partit a l'Open d'Austràlia. Fins a Indian Wells on va arribar a la quarta ronda derrotant a dues Top10, i a Miami va jugar el quarts de final. Aquell estiu va jugar diferents torneig amb mals resultats fins a Estrasburg assolint les semifinals. A París va caure a la quarta ronda mentre que a Londres només va poder aguantar fins a la tercera. Després d'això va tornar a jugar torneigs als Estats Units on es va veure una millora en el seu joc i aquell agost va guanyar el seu primer títol a Washington DC. Després d'això va tornar a caure al US Open en primera ronda. Tot i el seu primer títol, els mals resultats la van condemnar a una 30a posició en acabar l'any.

### 2016: Tres títols i lesió
Va començar la temporada 2016 a Auckland on va guanyar el primer torneig de l'any derrotant a la final a l'alemanya Julia Görges. A l'Open d'Austràlia va ser la 24a cap de sèrie però va caure a la primera ronda. Un mes després es presentava a Acapulco on va tornar a vèncer, en aquest cas a la final es va enfrontar a l'eslovaca Dominika Cibulková. Al mes de març es presentava als torneig de Indian Wells i Miami però no va passar de la segona ronda en ambdós. A l'abril s'emportava el torneig de Charleston derrontant a la rusa Ielena Vesninà a la final. La resta de la temporada no va obtenir grans resultats caient eliminada a Roland Garros i a Wimbledon en tercera ronda. A part del circuit professional es va classificar pels Jocs Olímpics però va caure en primera ronda. Abans del US Open va patir una lesió al peu que la va fer acabar la temporada abans d'hora amb un 36è lloc a la classificació final al ranking.

### 2017: Tornada i campiona del US Open
La seva tornada a les pistes després de la lesió es va produir pel torneig de Wimbledon però va caure en primera ronda. El primer bon resultat que va obtenir va ser a Toronto on va arribar a les semifinals, a aquest resultat el va seguir unes altres semifinals a Cincinnati. Això la va fer tornar al Top100 del ranking. Després d'agafar el ritme durant l'estiu es presentava al US Open on va anar avançant sorprenent a caps de sèrie i jugadores amb gran veterania fins a arribar als primers quarts de final des de Wimbledon 2013. Després de guanyar Anastasija Sevastova, 16a cap de sèrie avançava a les seves primeres semifinals d'un Grand Slam on va derrotar a la seva compatriota Venus Williams en tres sets. A la final derrotava a Madison Keys obtenint el seu primer gran títol, i sent la primera americana en guanyar el US Open des de l'any 1998 fora de les germanes Williams.

## Palmarès

### Individual: 11 (8−3)
| 2009 − 2020             | Després de 2021 |
| ----------------------- | --------------- |
| Grand Slam (1−1)        |                 |
| WTA Finals (0−1)        |                 |
| Premier Mandatory (1−0) | WTA 1000 (0−0)  |
| Premier 5 (0−1)         | WTA 1000 (0−0)  |
| Premier (1−0)           | WTA 500 (0−0)   |
| International (3−0)     | WTA 250 (2−0)   |

| Títols per superfície |
| --------------------- |
| Dura (6−2)            |
| Gespa (0−0)           |
| Terra batuda (2−1)    |

| Resultat   | Núm. | Data                  | Torneig                     | Superfície       | Oponent                   | Marcador         |
| ---------- | ---- | --------------------- | --------------------------- | ---------------- | ------------------------- | ---------------- |
| Guanyadora | 1.   | 9 d'agost de 2015     | Washington DC, Estats Units | Dura             | Anastassia Pavliutxénkova | 6−1, 6−2         |
| Guanyadora | 2.   | 9 de gener de 2016    | Auckland, Itàlia            | Dura             | Julia Görges              | 7−5, 6−2         |
| Guanyadora | 3.   | 27 de febrer de 2016  | Acapulco, Mèxic             | Dura             | Dominika Cibulková        | 6−4, 4−6, 7−6(5) |
| Guanyadora | 4.   | 10 d'abril de 2016    | Charleston, Estats Units    | Terra batuda     | Ielena Vesninà            | 7−6(4), 6−2      |
| Guanyadora | 5.   | 9 de setembre de 2017 | US Open, Estats Units       | Dura             | Madison Keys              | 6−3, 6−0         |
| Guanyadora | 6.   | 1 d'abril de 2018     | Miami, Estats Units         | Dura             | Jeļena Ostapenko          | 7−6(5), 6−1      |
| Finalista  | 1.   | 9 de juny de 2018     | Roland Garros, França       | Terra batuda     | Simona Halep              | 6−3, 4−6, 1−6    |
| Finalista  | 2.   | 12 d'agost de 2018    | Mont-real, Canadà           | Dura             | Simona Halep              | 6−7(6), 6−3, 4−6 |
| Finalista  | 3.   | 28 d'octubre de 2018  | WTA Finals, Singapur        | Dura (i)         | Elina Svitolina           | 6−3, 2−6, 2−6    |
| Guanyadora | 7.   | 27 de febrer de 2022  | Guadalajara, Mèxic          | Dura             | Marie Bouzková            | 7−5, 1−6, 6−2    |
| Guanyadora | 8.   | 21 d'abril de 2024    | Rouen, França               | Terra batuda (i) | Magda Linette             | 6−1, 2−6, 6−2    |

### Dobles femenins: 2 (1−1)
| 2009 − 2020             | Després de 2021 |
| ----------------------- | --------------- |
| Grand Slam (0−0)        |                 |
| WTA Finals (0−0)        |                 |
| Premier Mandatory (0−0) | WTA 1000 (0−0)  |
| Premier 5 (0−0)         | WTA 1000 (0−0)  |
| Premier (0−0)           | WTA 500 (1−0)   |
| International (0−1)     | WTA 250 (0−0)   |

| Títols per superfície |
| --------------------- |
| Dura (0−1)            |
| Gespa (0−0)           |
| Terra batuda (1−0)    |

| Resultat  | Núm. | Data              | Torneig                     | Superfície   | Parella          | Oponents                          | Marcador         |
| --------- | ---- | ----------------- | --------------------------- | ------------ | ---------------- | --------------------------------- | ---------------- |
| Finalista | 1.   | 6 d'agost de 2017 | Washington DC, Estats Units | Dura         | Eugenie Bouchard | Shuko Aoyama Renata Voráčová      | 3−6, 2−6         |
| Guanyador | 1.   | 7 d'abril de 2024 | Charleston, Estats Units    | Terra batuda | Ashlyn Krueger   | Liudmila Kitxenok Nadiia Kitxenok | 1−6, 6−3, [10−7] |

### Equips: 1 (1−0)
| Resultat   | Núm. | Data                        | Torneig                        | Superfície | Equip                                      | Oponents                                                          | Resultat |
| ---------- | ---- | --------------------------- | ------------------------------ | ---------- | ------------------------------------------ | ----------------------------------------------------------------- | -------- |
| Guanyadora | 1.   | 11 - 12 de novembre de 2017 | Copa Federació, Minsk, Belarús | Dura (i)   | Alison Riske Shelby Rogers CoCo Vandeweghe | Vera Lapko Lidziya Marozava Arina Sabalenka Aliaksandra Sasnovich | 3–2      |

## Trajectòria

### Individual
| Torneig | 2008 | 2009        | 2010        | 2011        | 2012  | 2013        | 2014        | 2015        | 2016  | 2017        | 2018        | 2019        | 2020        | 2021  | 2022 | 2023 | 2024 | Títols    | V – D     |
| --- | ---- | ----------- | ----------- | ----------- | ----- | ----------- | ----------- | ----------- | ----- | ----------- | ----------- | ----------- | ----------- | ----- | ---- | ---- | ---- | --------- | --------- |
| Open d'Austràlia | A    | A           | A           | Q2          | 2R    | SF          | 4R          | 1R          | 1R    | A           | 1R          | 4R          | 1R          | 1R    | 1R   | 1R   | 3R   | 0 / 12    | 14 – 12   |
| Roland Garros | A    | A           | A           | 1R          | 4R    | 4R          | 4R          | 4R          | 3R    | A           | F           | QF          | 2R          | 4R    | QF   | 4R   | 1R   | 0 / 13    | 36 – 13   |
| Wimbledon | A    | A           | A           | Q2          | 3R    | QF          | 1R          | 3R          | 3R    | 1R          | 1R          | 3R          | NC          | 3R    | 1R   | 2R   |      | 0 / 11    | 15 – 11   |
| US Open | Q2   | Q1          | Q2          | 3R          | 3R    | 4R          | 2R          | 1R          | A     | G           | QF          | 1R          | 3R          | 3R    | 2R   | 1R   |      | 1 / 12    | 24 – 11   |
| Jocs Olímpics | A    | No celebrat | No celebrat | No celebrat | A     | No celebrat | No celebrat | No celebrat | 1R    | No celebrat | No celebrat | No celebrat | No celebrat | A     | NC   | NC   |      | 0 / 1     | 0 – 1     |
| Total Victòries–Derrotes | 0−0  | 0−0         | 2−3         | 7−9         | 21−17 | 39−23       | 21−20       | 32−20       | 22−10 | 15−10       | 37−19       | 24−19       | 4−11        | 19−18 |      |      |      | 243 – 179 | 243 – 179 |
| Rànquing a final d'any | 496  | 802         | 198         | 97          | 38    | 12          | 36          | 30          | 36    | 13          | 6           | 25          | 39          | 64    |      |      |      |           |           |
| Llegenda: G: Guanyadora; F: Finalista; SF: Semifinalista; QF: Quarts de final; Q: Qualificació; A: Absent; RR: Round Robin; |      |             |             |             |       |             |             |             |       |             |             |             |             |       |      |      |      |           |           |